# Independiente Santander
El Independiente Santander es un equipo colombiano de fútbol de Salón de la ciudad de Bucaramanga. Fue fundado en 2010  con el objetivo de jugar el torneo profesional de microfútbol de Colombia. En la actualidad el conjunto bumangues cuenta con la presidencia del abogado Carlos Augusto Martínez Mendoza. En el año 2012 el equipo pide un año sabático a la División Nacional y presta su ficha a la ciudad de Barrancabermeja. En el 2013 forma parte nuevamente del torneo profesional.

## Historia

### Primer torneo
El Independiente Santander fue creado con el ánimo de representar a la ciudad de Bucaramanga, rápidamente el equipo demostró ser uno de los mejores del torneo llegando a Semifinales siendo derrotado por el Bucaramanga FSC.

### Segundo torneo
El equipo sufrió un cambio trayendo a figuras de talla internacional como Jhon Pinilla, Thiago Negri, Jhon Fredy Celis y Andrés Vinasco lo cual sería en vano porque volvió a ser eliminado en semifinales, esta vez a manos de Bello Innovar 80 equipo que se consagraría campeón de la Copa Postobon de Microfútbol del año 2011.

### Tercer Torneo
Debido a la falta de resultados y por motivos de expansión, presta su ficha a la ciudad de Barrancabermeja y presta a sus jugadores para el equipo de esta ciudad, incluyendo sus estelares Jhon Jairo Pinilla, John Freddy Celis y al brasilero Thiago Negri. El equipo barramejo adopta el nombre de Barrancabermeja Ciudad Futuro.

### Cuarto torneo
El equipo regresa a Bucaramanga retomando el nombre de Independiente Santander pero gran parte de la nómina del equipo (incluyendo al mejor jugador de mundo Jhon Pinilla), se quedan en Barrancabermeja donde las autoridades municipales conforman el equipo de la ciudad para jugar el torneo con el nombre de Barrancabermeja CF. De esta manera terminan dándole oportunidad a jugadores juveniles de la Ciudad Bonita (como se le conoce a Bucaramanga) que busquen destacarse en el equipo. Con muchas dificultades clasifica a los cuartos de final cayendo ante uno de los finalistas, Leones de Nariño, por global de 9 goles a 4.

### Quinto torneo, Subtítulo y Primera Participación en la Copa de las Américas
Con una nómina de jugadores 100% del departamento de Santander, liderados por el experimentado arquero de la selección Colombia Edgar Gualdron, Independiente Santander logró uno de los mejores años en materia de resultados deportivos al llegar a la Final del torneo, eliminando en las rondas previas a equipos como Tolima Syscafe y Caciques del Quindío. En la Gran Final se enfrenta al equipo Saeta FSC de la ciudad de Bogotá, equipo con el cual se había enfrentado en la fase de grupos. El partido de ida en la capital terminó 6 - 1 a favor del conjunto de Saeta; cuando se creía que la serie y el título estaba a favor del conjunto de la capital y el partido de vuelta sería solo de trámite, Independiente Santander ganó el partido 4 - 0, quedando a un gol de la hazaña para definir la serie y el campeonato en los lanzamientos del  tiro penal. Pese a ello el jugador de Independiente Santander, Diego Castillo, logró alzarse con el título de goleador del torneo. Este subtítulo le dio el derecho a participar por primera vez en la Copa de las Américas a jugarse en el año 2015 en la ciudad de Armenia; allí logra llegar a la Final de la Zona Norte donde cae a manos del conjunto local Caciques del Quindío, no obstante su actuación lo clasifica a la Fase Continental del torneo donde se enfrentó en semifinales al conjunto Halcones Negros de Paraguay, cuyos jugadores formaron la base de la Selección Paraguay que terminó Segunda en el mundial de Bielorrusia 2015, siendo derrotados por marcador de 10 a 4. Culmina de manera decorosa su primera participación en un torneo internacional ocupando el Tercer Lugar del certamen tras derrotar 5 a 2 al conjunto Amigos Jave de Uruguay.

### Sexto torneo
El equipo llega a Semifinales, siendo eliminado por Bello Innovar 80, quien se coronaría Campeón campeón ese año.

### Año sabático y séptimo torneo
El equipo solicita su año sabático en 2016, siendo reemplazado por otro equipo de la región: Taz Santander. Para la temporada 2017 regresa al torneo con una base de jugadores 100% de la región, pero que no logra superar la fase de grupos pese a tener algunas actuaciones destacadas como en la Fecha 3, donde derrotó en condición de visitante a Visionarios de Sincelejo, quien al final se coronó campeón de ese torneo.

## Clásico
El Independiente Santander tenía un rival clásico en su patio, se trataba del equipo Bucaramanga FSC, que también representaba a la ciudad jugando sus partidos de local en el Coliseo Bicentenario aunque de vez en cuando jugaba en el Coliseo Edmundo Luna Santos de la misma ciudad.
El primer clásico se jugó el día 5 de junio de 2010 por la sexta fecha de la Copa Postobon de Microfutbol, con marcador favorable a Bucaramanga FSC 3 a 2, el segundo clásico se lo llevó Independiente Santander con un marcador de 7 a 3; en semifinales se volverían a ver las caras, la primera semifinal terminó 0 x 0, la segunda 5 x 3 a favor de Independiente Santander y la tercera 4 x 1 a favor de Bucaramanga FSC lo que llevó a tiempo extra el cual terminó 2 x 2; se decidió la serie desde los tiros del punto penal saliendo favorecido el Bucaramanga FSC accediendo a la Final y cayendo ante Bello Innovar 80. En el año 2011 se jugaron 4 clásicos en los cuales tres de estos se llevaría Independiente Santander, el primero quedaría 6 a 2 teniendo a Thiago Negri como figura importante, el segundo lo ganaría 2 x 0, el tercero quedando igualado 2 x 2 y el cuarto con goleada 7 x 1. En la temporada 2012 no participó prestando su ficha al equipo Barrancabermeja Ciudad Futuro. Para el año 2013 regresa el equipo a la ciudad que lo vio nacer aunque mermado por la ausencia de sus grandes figuras quienes se quedaron en Barrancabermeja jugando en el equipo de esa ciudad; se revive el clásico con dos (2) emocionantes juegos en Primera Fase ganados por el Bucaramanga FSC (4 x 3 de local y 6 x 7 en condición de visitante). En el año 2014 el Bucaramanga FSC se disuelve por orden de su directiva, quienes pasan a formar parte de otro proyecto deportivo en el otro torneo profesional de futsal que existe en Colombia: la Liga Argos, organizada por la Federación Colombiana de Fútbol; la contraparte de la Federación Colombiana de Fútbol de Salón quien organiza la Copa Postobon de Microfutbol, cerrando así el ciclo de los clásicos locales.

## Datos del club
- Temporadas en Copa Postobon de Microfútbol: 5
- Mejor ubicación en la Copa: Subcampeón 2014
- Copa de las Américas Zona Norte: Subcampeón 2015
- Copa de las Américas: Tercer Lugar 2015